# ロッサ
ロッサ（伊: Rossa）は、イタリア共和国ピエモンテ州ヴェルチェッリ県にある、人口約200人の基礎自治体（コムーネ）。

## 地理

### 位置・広がり
| 隣接するコムーネは以下の通り。 - アルト・セルメンツァ (リマスコ) - バルムッチア - ボッチョレート - チェルヴァット - クラヴァリアーナ - フォベッロ |

## 行政

### 分離集落
ロッサには、以下の分離集落（フラツィオーネ）がある。
- Cà dei Bianchi, Cà dei Secchi, Cerva, Folecchio, Fontane, Piana di Rossa, Rainero, Salerio